# 新黄浦
上海新黄浦置业有限公司（上交所：600638），簡稱新黄浦，前身是上海市黄浦区房管局下属的三家企业改制而成的上海黄浦房产股份有限公司，是中華人民共和國上海市一家房地產公司。該公司曾經在上海市中心城区從事危旧房改造、浦东新区住宅开发、天津路改造动迁、上海科技京城寫字樓建造，而且參與南北高架路、延安路高架建设。后來又投资网络和生物项目，但結果不佳。

## 歷史
公司成立于1992年。1993年6月在上海证券交易所上市，1997年更名为上海新黄浦置业股份有限公司。